# Carex breviculmis
Carex breviculmis är en halvgräsart som beskrevs av Robert Brown. Carex breviculmis ingår i släktet starrar, och familjen halvgräs.

## Underarter
Arten delas in i följande underarter:
- C. b. breviculmis
- C. b. discoidea
- C. b. fibrillosa
- C. b. montivaga
- C. b. perciliata
- C. b. puberula

## Bildgalleri

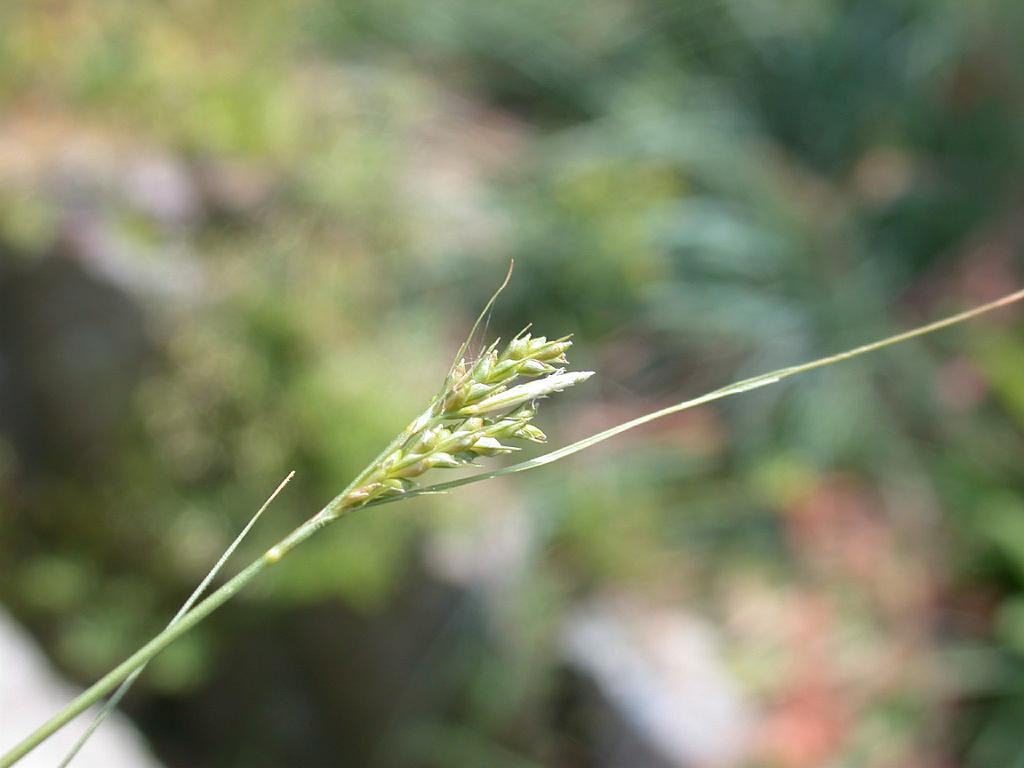